# ГЕС Xeset 2
ГЕС Xeset 2 (Se Xet 2) — гідроелектростанція у південно-східній частині Лаосу. Знаходячись перед ГЕС Xeset 1 (45 МВт), становить верхній ступінь в каскаді на річці Xeset, лівій притоці Xedon, котра в свою чергу впадає ліворуч до Меконгу (має устя на в'єтнамському узбережжі Південно-Китайського моря).
В межах проекту річку перекрили бетонною водозливною греблею висотою 23 метри та довжиною 114 метрів, яка утримує невелике водосховище з площею поверхні 0,18 км2 та об'ємом 0,8 млн м3. Окрім власного стоку, до сховища через дериваційний канал довжиною 8,8 км перекидається додатковий ресурс від невеликої греблі на річці Houay Tapoung, яка впадає ліворуч до Xeset незадовго до устя останньої.
Зі сховища по правобережжю Xeset прокладено дериваційний канал довжиною 1,5 км, який переходить у тунель довжиною 6,8 км з перетином від 19,7 м2 до 26,3 м2. На завершальному етапі ресурс прямує через напірний водовід довжиною 1,49 км.
Наземний машинний зал обладнали двома турбінами типу Френсіс потужністю по 38 МВт, які при напорі у 271 метр забезпечують виробництво 309 млн кВт-год електроенергії на рік.
Відпрацьована вода по каналу довжиною 0,2 км потрапляє у сховище ГЕС Xeset 1.
Видача продукції відбувається по ЛЕП, розрахованій на роботу під напругою 115 кВ.